# Ribes franchetii
Ribes franchetii är en ripsväxtart som beskrevs av Eduard von Glinka Janczewski. Ribes franchetii ingår i släktet ripsar, och familjen ripsväxter. Inga underarter finns listade i Catalogue of Life.